# Eufidonia notataria
Eufidonia notataria är en fjärilsart som beskrevs av Walker 1860. Eufidonia notataria ingår i släktet Eufidonia och familjen mätare. Inga underarter finns listade i Catalogue of Life.